# Theodoxus
Theodoxus Montfort, 1810 è un genere di molluschi gasteropodi della sottoclasse Neritimorpha Lumache d'acqua, alcune delle quali vivono in acqua dolce, e altre in acqua dolce e salmastra, sono caratterizzate dalla presenza di un opercolo.

## Tassonomia
Al genere appartengono le seguenti specie:
- Theodoxus africanus (Reeve, 1856)
- Theodoxus altenai Schütt, 1965
- Theodoxus anatolicus (Récluz, 1841)
- Theodoxus arctilineatus (G. B. Sowerby II, 1849)
- Theodoxus baeticus (Lamarck, 1822)
- Theodoxus brauneri Lindholm, 1908
- Theodoxus callosus (Deshayes, 1835)
- Theodoxus cinctellus (Martens, 1874)
- Theodoxus danubialis (C. Pfeiffer, 1828)
- Theodoxus djedida (Pallary, 1920)
- Theodoxus elongatulus (Morelet, 1845)
- Theodoxus euphraticus (Mousson, 1874)
- Theodoxus euxinus (Clessin, 1886)
- Theodoxus fluviatilis (Linnaeus, 1758)
- Theodoxus gloeri Odabaşi & Arslan, 2015
- Theodoxus guadianensis (Morelet, 1845)
- Theodoxus gurur Sands & Glöer, 2020
- Theodoxus heldreichi (von Martens, 1879)
- Theodoxus hidalgoi (Crosse, 1880)
- Theodoxus hispalensis (E. von Martens, 1878)
- Theodoxus jordani (G. B. Sowerby I, 1836)
- Theodoxus macrii (Sowerby, 1849)
- Theodoxus maresi (Bourguignat, 1864)
- Theodoxus milachevitchi Golikov & Starobogatov, 1966
- Theodoxus niloticus (Reeve, 1865)
- Theodoxus numidicus (Recluz, 1841)
- Theodoxus octagonus Eichhorst, 2016
- Theodoxus pallasi Lindholm, 1924
- Theodoxus pallidus Dunker, 1861
- Theodoxus poppei Ahuir, 2020
- Theodoxus prevostianus (C. Pfeiffer, 1828)
- Theodoxus sarmaticus (Lindholm, 1901)
- Theodoxus saulcyi (Bourguignat, 1852)
- Theodoxus subterrelictus Schütt, 1963
- Theodoxus syriacus (Bourguignat, 1852)
- Theodoxus transversalis (C. Pfeiffer, 1828)
- Theodoxus valentinus (Graells, 1846)
- Theodoxus varius (Menke, 1828)
- Theodoxus velascoi (Graells, 1846)
- Theodoxus velox V. Anistratenko in O. Anistratenko, Starobogatov & V. Anistratenko, 1999
- Theodoxus vondeli (Pallary, 1936)
- Theodoxus wesselinghi Sands & Glöer, 2020
- Theodoxus wilkei Sands & Glöer, 2020
- Theodoxus zebrinus (Récluz, 1841)